# Preparctia hannyngtoni
Preparctia hannyngtoni är en fjärilsart som beskrevs av George Francis Hampson 1910. Preparctia hannyngtoni ingår i släktet Preparctia och familjen björnspinnare. Inga underarter finns listade i Catalogue of Life.